# ترائي الومضات
ترائي الومضات أو الإبصار الومضي (بالإنجليزية: Photopsia)‏ هو وجود ومضات من الضوء. غالبا ما ترتبط مع انفصال الجسم الزجاجي الخلفي، الصداع النصفي مع الأورة، الصداع النصفي الصامت، وكسر أو انفصال في شبكية العين، واحتشاء الفص القذالي والحرمان الحسي (هلوسات العين). الانكماش الزجاجي أو التسييل والذي هو من الأسباب الأكثر شيوعا للإبصار الومضي، يسبب الانكماش انسدادا في الملحقات الشبكية الزجاجية وتهيج شبكية العين مما يؤدي إلى إطلاق نبضات كهربائية. هذه النبضات يفسرها الدماغ على أنها 'ومضات'.
تم تحديد هذه الحالة كأعراض أولية شائعة لالتهاب المشيمية الداخلية (PIC)، وهو أحد أمراض المناعة الذاتية النادرة في الشبكية يعتقد أنه ناجم عن إصابة الجهاز المناعي بمهاجمة الشبكية وتدميرها عن طريق الخطأ. خلال فترة الحمل، بداية الإبصار الومضي تتعلق بمقدمات الارتعاج.
يمكن أن يظهر كانفصال الشبكية عند فحصها من قبل طبيب العيون. ومع ذلك، يمكن أيضا أن يكون علامة على الورم الميلانيني العنبي. وهذه الحالة نادرة للغاية (5-7 أشخاص لكل مليون نسمة سوف يتأثرون، عادة من ذوي البشرة البيضاء، ذوي البشرة الشابة، أو ذوي العيون الزرقاء). وينبغي الحصول على عناية طبية فورية في هذه الحالة.